# آود-آنرفین
آود-آنرفین (به هلندی: Oud Annerveen) یک منطقهٔ مسکونی در هلند است که در آ ان هونزه واقع شده‌است. آود-آنرفین ۱۴۰ نفر جمعیت دارد.